# Hetman Partition Recovery
Hetman Partition Recovery — условно бесплатная программа для восстановления удаленных данных с жестких дисков и любых других носителей информации. Утилита поддерживает как рабочие диски, так поврежденные логические разделы, восстанавливает информацию с отформатированных дисков и с дисков после изменения файловой системы с FAT на NTFS (и наоборот). 
Кроме текущих разделов, программа находит все ранее созданные логические диски и выводит их пользователю для дальнейшего поиска и восстановления удаленных файлов, исправляет любые ошибки логической структуры диска. 
Hetman Partition Recovery поддерживает чтение как обычных, так и сжатых или зашифрованных файлов, с дисков под управлением файловых систем NTFS и FAT. 

## Возможности
Утилита поддерживает файловые системы FAT12/16/32, NTFS и NTFS5 и обеспечивает восстановление файлов основных форматов:
- Восстанавливает презентации, электронные таблицы и документы Microsoft Office - *.docx / *.doc, *.xlsx / *.xls, *.pptx / *.ppt;
- Возвращает файлы документов, таблиц и презентаций OpenDocument - *.odt, *.ods, *.odp, *.odg;
- Восстанавливает цифровые изображения векторной и растровой графики. Начиная от многослойных *.psd, *.tiff файлов и заканчивая пользовательскими форматами фотографий *.jpeg, *.png;
- Возвращает видео и аудиофайлы (*.mpeg, *.3gp, *.asf, *.avi, *.flv, *.m2ts, *.m4v, *.mkv, *.mov, *.mp4, *.mts, *.ogg, *.swf, *.vob, *.wmv, *.webm, *.wav, *.mp3, *.wma, *.ogg, *.aac, *.flac) независимо от размера и расширения;
- Восстанавливает цифровые архивы (*.zip, *.rar, *.7z, *.arj, *.сab, *.gz, *.img, *.iso).[2]

## Алгоритм работы программы
В основе утилиты лежит инновационный алгоритм поиска удаленных данных, позволяющий восстановить файлы в полном объеме. Причем реанимировать информацию можно не только с жесткого диска, но и с любого другого носителя, работающего под управлением файловых систем FAT или NTFS. 
Утилита объединяет комплекс алгоритмов, которые восстанавливают как имя, атрибуты, содержимое файла, так и структуру каталогов. 

## Системные требования
- Процессор с тактовой частотой от 1000 MГц
- Объем оперативной памяти 512 Мб
- Операционная система Microsoft Windows NT, Windows 98, Windows 2000, Windows XP, Windows Server 2003, Windows Server 2008, Windows Vista, Windows 10
- Свободное места на диске в 42,9 Мб